# Список війн за участю Білорусі
У цій статті наведено неповний перелік війн та збройних конфліктів за участю Білорусі.
В переліку вказана назва конфлікту, дата, воюючі сторони, і його результат.
      Перемога Білорусі
      Поразка Білорусі
      Інший результат (Мирний договір або невизначений результат, статус кво, результат громадянської війни, невідомий результат)
      Незавершений конфлікт

## Російська імперія
| Дата      | Конфлікт          | Комбатант 1                 | Комбатант 2       | Результат |
| --------- | ----------------- | --------------------------- | ----------------- | --------- |
| 1863–1865 | Січневе повстання | Польський національний уряд | Російська імперія | Поразка   |

## Незалежна Білорусь
| Дата     | Конфлікт                                                                        | Комбатант 1            | Комбатант 2         | Результат   |
| -------- | ------------------------------------------------------------------------------- | ---------------------- | ------------------- | ----------- |
| 1918 рік | Російська громадянська війна Втручання союзників у Російську громадянську війну | БНР                    | РСФРР               | Поразка     |
| 1919 рік | Польсько-радянська війна                                                        | БНР Польща УНР Франція | РСФРР - СРРБ - УНРР | Ризький мир |
| 1920 рік | Слуцьке повстання                                                               | Слуцька бригада        | РСФРР               | Поразка     |

## Окупована німцями та радянська Білорусь
| Дата      | Конфлікт                                 | Комбатант 1                                                                                  | Комбатант 2                                                                                  | Результат |
| --------- | ---------------------------------------- | -------------------------------------------------------------------------------------------- | -------------------------------------------------------------------------------------------- | --------- |
| 1939—1956 | Польсько-білоруський етнічний конфлікт   | Білоруси                                                                                     | Поляки                                                                                       |           |
| 1941 рік  | Окупація Білорусі нацистською Німеччиною | Третій Рейх - Білоруська самооборона Білоруська Центральна Рада - Білоруська крайова оборона | СРСР - Білоруський опір під час Другої світової війни                                        |           |
| 1944—1955 | Антикомуністичний опір у Білорусі        | Білоруська визвольна армія Ростислав Лапицький Союз боротьби за незалежність Білорусі        | СРСР                                                                                         | Поразка   |
| 1991 рік  | Спроба державного перевороту в СРСР      | СРСР - Державний комітет - Азербайджанська РСР - Білоруська РСР                              | РРФСР - Російська опозиція Естонія Латвія Литва Вірменська РСР Грузинська РСР Молдавська РСР | Поразка   |

## Незалежна сучасна Білорусь
| Дата     | Конфлікт                              | Комбатант 1                                     | Комбатант 2                                            | Результат |
| -------- | ------------------------------------- | ----------------------------------------------- | ------------------------------------------------------ | --------- |
| 2004 рік | Французько-івуарійський конфлікт      | Кот-д'Івуар Білорусь                            | Франція                                                | Поразка   |
| 2010 рік | Тимчасові сили ООН у Лівані           | Білорусь                                        | Білорусь                                               | Триває    |
| 2011 рік | Перша громадянська війна в Лівії      | Лівійська Арабська Джамахірія Білорусь Зімбабве | Лівія Катар НАТО                                       | Поразка   |
| 2017 рік | Конфлікт у Ківу                       | ДР Конго Ангола Білорусь Зімбабве               | НКОК Рух 23 березня Руанда                             | Триває    |
| 2022 рік | Російське вторгнення в Україну (2022) | Росія Білорусь                                  | Україна - Білоруський полк імені Кастуся Калиновського | Триває    |